# Hubert Dreyfus

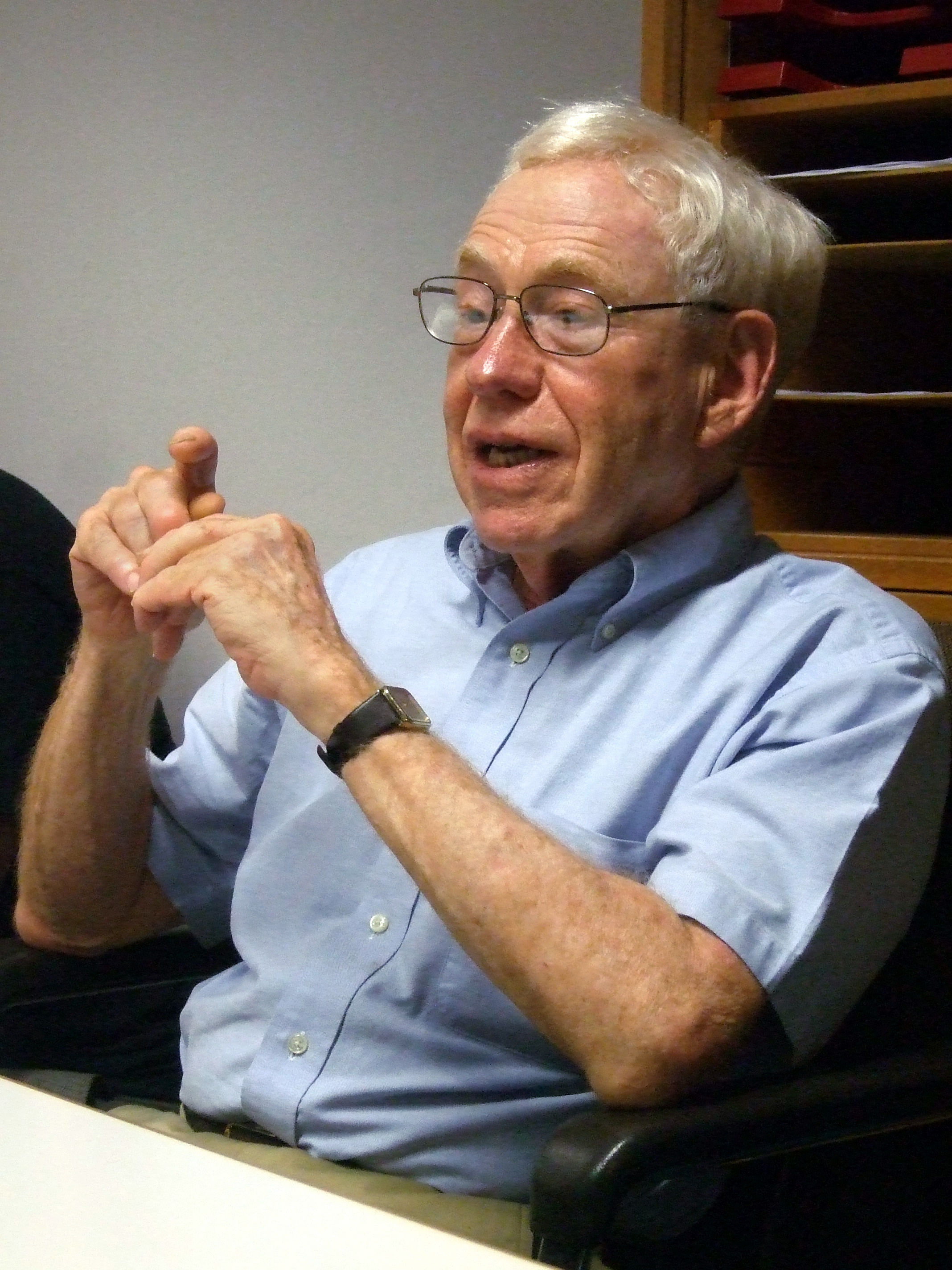
Dreyfus (2011)

Hubert L. Dreyfus (* 15. Oktober 1929 in Terre Haute, Indiana; † 22. April 2017 in Berkeley) war ein amerikanischer Philosoph und Professor für Philosophie an der University of California, Berkeley. Er beschäftigte sich hauptsächlich mit Phänomenologie, Existenzphilosophie, den philosophischen Auswirkungen von künstlicher Intelligenz (KI) sowie der Philosophie von Psychologie und Literatur.

## Familie, Ausbildung, Beruf

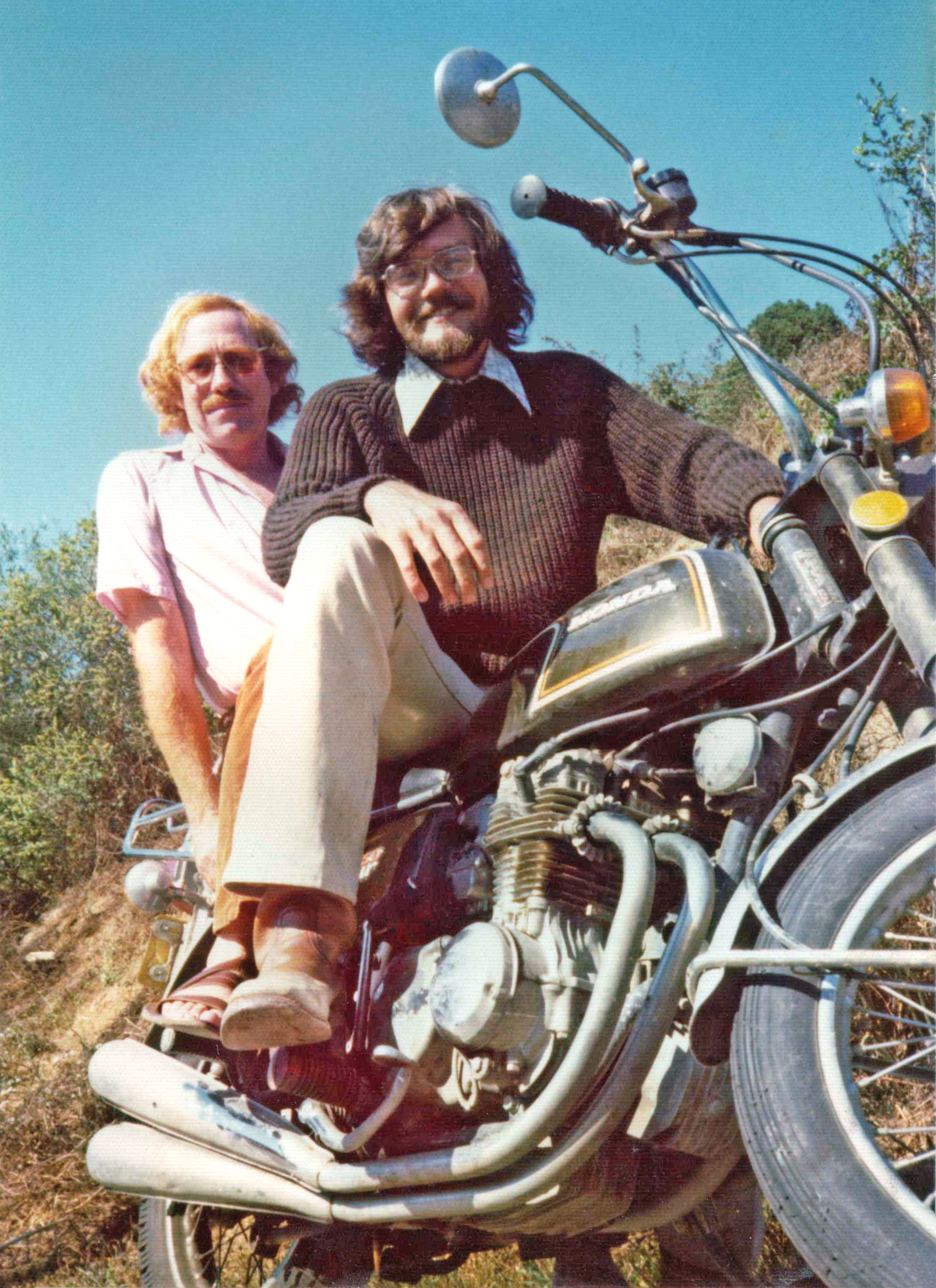
Hubert Dreyfus (links) vor seinem Berkeley-Haus 1976.

Hubert Lederer Dreyfus war der Sohn von Stanley S. und Irene Lederer Dreyfus und wurde in Terre Haute, Indiana, geboren. Er studierte an der Harvard University (B.A. 1951, M.A. 1952) und wurde 1964 bei dem norwegischen Philosophen Dagfinn Føllesdal promoviert.
Dreyfus lehrte zwischen 1960 und 1968 am Massachusetts Institute of Technology. Er arbeitete 1965 für die Rand Corporation und war Gastprofessor an der Johann Wolfgang Goethe-Universität Frankfurt am Main und am Hamilton College in Clinton (Oneida County, New York). 1968 wurde er Associate Professor of Philosophy an der University of California, Berkeley; von 1972 bis 1994 ordentlicher Professor an der University of California, Berkeley, und seit 1994 bis zu seinem Tode Professor an der Graduate School der University of California, Berkeley. Er hatte zahlreiche Gastprofessuren an nationalen und internationalen Universitäten inne. 2004/05 amtierte er als Präsident der American Philosophical Association (Pacific Division).

## Hintergrund
Dreyfus wurde bekannt durch seine Kritik an der Künstlichen Intelligenz und als Autor des 1972 erschienenen Buches Was Computer nicht können. Die Grenzen künstlicher Intelligenz. Eine überarbeitete Fassung erschien 1979 unter dem Titel What Computers Still Can’t Do.
Im Jahre 1964 veröffentlichte Dreyfus sein Buch Alchemy and Artificial Intelligence, das die Arbeiten von Allen Newell und Herbert A. Simon angriff. Beide waren die führenden Köpfe auf dem Gebiet der Künstlichen Intelligenz. Dreyfus stellte nicht nur die Ergebnisse der beiden in Frage, sondern kritisierte auch deren grundlegende Voraussetzungen (Intelligenz entsteht durch die Manipulation physischer Symbole nach entsprechenden formalen Regeln). Er glaubte, dass das Forschungsprogramm der KI zum Scheitern verurteilt sei. Er war jedoch 1967 der erste Mensch, der gegen ein Schachprogramm verlor (gegen MacHack VI von Richard Greenblatt).
1980 veröffentlichte Dreyfus mit seinem Bruder Stuart Dreyfus ein Modell zur Fähigkeitenaneignung.

## Dreyfus und Heidegger
Zusätzlich zu seinen Arbeiten auf dem Gebiet der künstlichen Intelligenz wurde Dreyfus bekannt durch seine Arbeiten über die europäischen Philosophen, besonders Martin Heidegger und Michel Foucault, die er analytisch geschulten Philosophen zugänglich machte.
So gehörte Dreyfus zur ersten US-amerikanischen Übersetzungsgruppe für Heideggers Sein und Zeit. Dies geschah in den fünfziger Jahren, als John Daniel Wild (1902–1972) in seinen Seminaren in Harvard, an der Northwestern University und Yale Teile von Sein und Zeit übersetzen ließ. Dreyfus war damals graduierter Harvard-Student. Als dieser 1952 bei einem Besuch in Oxford den kanadischen Philosophen Charles Taylor kennenlernte, bildete sich der erste kleine Kreis an Heidegger-Interessierten.
Dreyfus’ Buch What Computers Can’t Do (1972) ist in wesentlichen Teilen durch eine Rezeption Heideggerscher Philosophie geprägt. Heideggers Konzept der „Welt“ (siehe hierzu den Artikel Sein und Zeit) steht für Dreyfus der Möglichkeit einer künstlichen Intelligenz aus zwei Gründen entgegen:
Erstens treten uns in der Welt niemals Einzeldinge entgegen, denen wir dann erst eine Bedeutung beilegen, sondern die Dinge sind für uns immer in eine Bedeutungsganzheit eingebunden: Der Hammer ist zum Hämmern da, Nägel halten die Bretter für ein Haus zusammen, das Haus dient dem Wohnen, dem Schutz gegen Unwetter usw. usf. Dreyfus knüpft hier an Heideggers Begriffe des „Zeugs“, der „Zeugganzheit“ und des „Bewandtniszusammenhangs“ an. Dieses Verständnis der Dinge kann jedoch niemals in propositionaler Form gänzlich explizit gemacht werden (apophantisches „Als“, know-what), sondern ist immer nur einem Wesen, das praktischen Umgang mit den Dingen „immer schon vollzieht“, zugänglich (hermeneutisches „Als“, know-how).
Zweitens besteht für Dreyfus der Umgang mit der Welt nicht wesentlich darin, dass wir in praktischen Situationen Möglichkeiten gleichsam berechnen. Wir versuchen z. B., wenn wir die Sonne sehen, nicht sie anzufassen, wir sprechen nicht mit Steinen: All dies jedoch müsste, geht man von den Vertretern der künstlichen Intelligenz aus, von einem Computerhirn geleistet werden. Dies hielt Dreyfus aufgrund der Unendlichkeit der zu berechnenden Möglichkeiten für nicht umsetzbar, denn eine solche Maschine brauchte einen unendlichen Regelsatz, um mit den Dingen in der Welt umzugehen.
Dreyfus hatte eine ganze Reihe von Schülern, die sich auf Heidegger beziehen, so z. B.
- Charles B. Guignon (Heidegger and the Problem of Knowledge (1983)),
- John Richardson (Existential Epistemology: A Heideggerian Critique of the Cartesian Project (1986)),
- John Haugeland (Dasein’s Disclosedness (1989)),
- William Blattner (Heidegger’s Temporal Idealism (1999)).

Bezeichnend ist für die an Dreyfus anknüpfende Heidegger-Rezeption, dass er und seine Schüler sich fast ausschließlich erkenntnistheoretischen Phänomenen zuwenden. So wird Heideggers Konzept des In-der-Welt-seins der Edmund Husserl-Searlschen Auffassung von Intentionalität entgegengesetzt, aber der ganze zweite Abschnitt von Sein und Zeit, also die Themen der Zeitlichkeit und Geschichtlichkeit, vernachlässigt.

## Kritik von Dreyfus an der KI
Die Kritik von Dreyfus an der künstlichen Intelligenz (KI) basierte darauf, wie er die vier primären Annahmen der KI-Forschung betrachtet. Die ersten zwei Annahmen, die er kritisierte, nennt er biologische und psychologische Annahmen. Die biologische Annahme besagt, dass sich das Gehirn mit Computer-Hardware und der Verstand mit Computer-Software vergleichen lässt. Die psychologische Annahme besagt, dass der Verstand arbeitet, indem er diskrete Berechnungen (in der Form algorithmischer Regeln) auf diskrete Darstellungen von Symbolen vornimmt.
Dreyfus behauptete, dass die Glaubwürdigkeit der psychologischen Annahme auf zwei anderen basiert: Der epistemologischen und der ontologischen Annahme. Die epistemologische Annahme besagt, dass die gesamte Tätigkeit (von lebenden und leblosen Objekten) im Voraus beschrieben werden kann durch mathematische Regeln und Gesetze. Forscher auf dem Gebiet (der KI) argumentieren, dass Intelligenz nichts anderes ist, als formalen Gesetzen zu folgen. Die ontologische Annahme besagt, dass die Realität tatsächlich aus einer Menge voneinander unabhängiger, atomarer (unteilbarer) Fakten besteht (siehe Fuzzy-Logik). Man begründet dies dadurch, dass Menschen innere Darstellungen der Realität benutzen.
Auf der Basis dieser zwei Annahmen behaupten Forscher auf dem Gebiet (der KI), dass Erkenntnis durch Manipulieren innerer Symbole durch interne Regeln entsteht. Deshalb sei das menschliche Verhalten in großem Maße kontextfrei (siehe Kontextualismus). Daher sei auch eine echte naturwissenschaftliche Psychologie möglich, die die internen Regeln des menschlichen Verstandes ausführlich beschreibt, genauso wie die Gesetze der Physik die externen Gesetze der physischen Welt beschreiben. Aber genau diese Schlüsselannahme bestritt Dreyfus. Mit anderen Worten: Er behauptete, dass wir niemals unser eigenes Verhalten genau so verstehen werden, wie wir Objekte, etwa in der Physik oder Chemie, verstehen, also, indem wir uns selbst als Ding betrachten, dessen Verhalten durch objektive und kontextfreie wissenschaftliche Gesetze vorhergesagt werden kann. Nach Dreyfus ist eine kontextfreie Psychologie ein Widerspruch in sich.
Die Argumente von Dreyfus gegen die Position einer quasi naturwissenschaftlichen Psychologie stammen aus der phänomenologischen Tradition (speziell die Arbeit von Martin Heidegger). Heidegger argumentierte, dass unser Sein sehr stark kontextbezogen ist, im Gegensatz zu der kognitiven Sicht, auf der die KI basiert, weshalb die beiden kontextfreien Annahmen falsch sind. Dreyfus bestritt nicht, dass wir die menschliche (oder andere) Aktivität als durch Gesetze bestimmt ansehen können, genauso wie wir die Realität ansehen können als eine Ansammlung atomarer Fakten – falls wir wollen. Aber es bedeutet von da einen großen Sprung hin zur Festlegung: Nur weil wir Dinge so sehen können oder wollen, es deshalb eine objektive Tatsache und damit der Fall ist. Tatsächlich argumentierte Dreyfus, dass sie nicht (notwendig) der Fall sind und deshalb jedes Forschungsprogramm, das annimmt es ist so, sehr schnell in tiefgreifende theoretische und praktische Probleme kommt. Deshalb seien die gegenwärtigen Bestrebungen der Forscher auf diesem Gebiet dazu verdammt fehlzuschlagen.
Es ist wichtig hervorzuheben, dass Dreyfus nicht für eine grundsätzliche Unmöglichkeit (starker) KI argumentierte, sondern für die Unzulänglichkeit sogesehen klassischer Forschungsansätze. So vertrat er die Überzeugung, dass die Möglichkeit menschenähnlicher Intelligenz ein menschenähnliches Dasein voraussetze, dessen Gegenwart sich in gesellschaftlich-widersprüchlichem Kontext vollziehe. Ein zu diesem Zweck konstruiertes Gerät brauche folglich einen Körper, wie auch einen sozialen Kontext (etwa eine Gesellschaft) und eine durch kollektive Arbeit manipulierbare Umwelt, da sich erst im zielgerichteten Zusammenspiel dieser Komponenten Bedeutung und Sinn ergeben und damit überhaupt eine Grundlage für intelligentes Handeln. Ähnliche Ansätze gibt es in den Kognitionswissenschaften etwa von Vertretern des Embodiments und z. B. durch Rodney Brooks auch auf dem Gebiet der Robotik.

## Ehrungen
Die Erasmus-Universität Rotterdam verlieh Dreyfus die Ehrendoktorwürde: Für seine brillante und sehr einflussreiche Arbeit auf dem Gebiet der Künstlichen Intelligenz und für seinen ebenso herausragenden Beitrag zur Analyse und Interpretation der europäischen Philosophen im zwanzigsten Jahrhundert. Zudem war er seit 2001 Mitglied der American Academy of Arts and Sciences.

## Schriften
- Alchemy and Artificial Intelligence. 1964.
- Continental Philosophy: An Introduction.
- What Computers Can’t Do: The Limits of Artificial Intelligence. 1972, ISBN 0-06-090613-8. Deutsch: Was Computer nicht können. Die Grenzen künstlicher Intelligenz. Athenäum, Königstein/Ts. 1985. ISBN 3-7610-8369-6
- What Computers Still Can’t Do: A Critique of Artificial Reason. 1979, ISBN 0-262-54067-3. Neuauflage: MIT Press, 1992, ISBN 0-262-04134-0.
- mit Paul Rabinow: Michel Foucault. Beyond structuralism and hermeneutics. Univ. of Chicago Press, Chicago 1982 (deutsch: Michel Foucault. Jenseits von Strukturalismus und Hermeneutik. Athenäum, Frankfurt/M. 1987. ISBN 3-610-00732-X)
- mit Stuart Dreyfus: Mind Over Machine. Free Press, 1986 (deutsch: Künstliche Intelligenz. Von den Grenzen der Denkmaschine und dem Wert der Intuition. Rowohlt, Reinbek b. Hamburg 1987. ISBN 3-499-18144-4)
- Being in the World: Division 1. 1991.
- On the Internet. Routledge 2001, ISBN 0-415-22807-7.
- Internet. 2002.
- mit Sean Kelly: All Things Shining. Reading the Western Classics to Find Meaning in a Secular Age. New York 2011.
- mit Charles Taylor: Retrieving Realism. Harvard University Press, New York 2015 (deutsch: Die Wiedergewinnung des Realismus. Suhrkamp, Berlin 2016. ISBN 978-3-518-58685-3)